# Ted Daffan
Theron Eugene Daffan (Beauregard Parish (Louisiana), 21 september 1912 - Houston (Texas), 6 oktober 1996) was een Amerikaans countryzanger en -gitarist. Daffan werd in 1970 opgenomen in de Nashville Songwriters Hall of Fame.

## Biografie
Ted Daffan onderhield in de jaren dertig een werkplaats in Houston, waar hij muziekinstrumenten repareerde. Hij gaf (steel)gitaarlessen sinds 1932 en maakte deel uit van de Blue Ridge Playboys. Milton Brown raadde hem aan een carrière als artiest te beginnen. In 1937 nam hij in San Antonio voor het eerst muziek op. Bij Okeh Records sloot hij in februari 1940 zijn eerste platenovereenkomst. In dat jaar richtte hij ook zijn eerste band op, genaamd Ted Daffan and his Texans.
In 1944 werd het door Daffan geschreven en opgenomen liedje "Born to Lose" uitgebracht. Het leverde hem een gouden plaat op en in 1982 tevens een platina plaat. In 1955 richtte hij een label op met als naam Daffan Records. Na drie jaar met Hank Snow een muziekuitgeverij te hebben bestuurd, richtte hij in 1961 te Houston zijn eigen uitgeverij op. In 1962 nam Ray Charles een vertolking van "Born to Lose" op. Deze bereikte de 41ste plaats in de Amerikaanse hitlijst.
- Bibliothèque nationale de France: cb13942470q (data)
- Gemeinsame Normdatei: 134941322
- International Standard Name Identifier: 0000 0001 0880 2356
- Library of Congress Control Number: no00058538
- MusicBrainz: 3fe8e700-1c9c-4490-a793-a3a4e7914418
- Nationale Bibliotheek van Tsjechië: xx0046361
- Nationale Bibliotheek van Israël: 987007325767705171
- SNAC: w6tc6kgn
- Virtual International Authority File: 24791924
- WorldCat: E39PBJrkYJMGfpRXcwfDRjkhpP